# 東洋きもの専門学校
東洋きもの専門学校（とうようきものせんもんがっこう）は、学校法人東洋学園が運営する、大阪市旭区にある和裁のプロ養成を目的とする専門学校。

## 学科
- きもの科
- きもの専攻科
- きもの研究科

## 所在地
- 〒535-0021 大阪市旭区清水1-1-6